# Lajedão
Lajedão este un oraș în statul Bahia (BA) din Brazilia.